# Liste du patrimoine culturel immatériel de l'humanité en Corée du Nord
Cet article recense les pratiques inscrites au patrimoine culturel immatériel en Corée du Nord.

## Statistiques
La Corée du Nord ratifie la convention pour la sauvegarde du patrimoine culturel immatériel le 21 novembre 2008. La première pratique protégée est inscrite en 2014.
En 2024, la Corée du Nord compte 5 éléments inscrit au patrimoine culturel immatériel, tous sur la liste représentative.

## Listes

### Liste représentative
Les éléments suivants sont inscrits sur la liste représentative du patrimoine culturel immatériel de l'humanité :
| Élément | Type                                                                                           | Subdivision | Année | Lien  | Notes                        | Illus. |
| --- | ---------------------------------------------------------------------------------------------- | ----------- | ----- | ----- | ---------------------------- | ------ |
| Le chant traditionnel Arirang dans la République populaire démocratique de Corée                                                             | traditions et expressions orales arts du spectacle                                             |             | 2014  | 00914 |                              |        |
| La tradition de la préparation du kimchi dans la République populaire démocratique de Corée                                                  | pratiques sociales, rituels et événements festifs                                              |             | 2015  | 01063 |                              |        |
| La lutte coréenne traditionnelle (Ssirum/Ssireum)                                                                                            | pratiques sociales, rituels et événements festifs                                              |             | 2018  | 01533 | Partagé avec la Corée du Sud |        |
| La coutume du raengmyon de Pyongyang (ko) | pratiques sociales, rituels et événements festifs savoir-faire liés à l’artisanat traditionnel | Pyongyang   | 2022  | 01695 |                              |        |
| La coutume du costume coréen : connaissances, savoir-faire et pratiques sociales traditionnels en République populaire démocratique de Corée | pratiques sociales, rituels et événements festifs savoir-faire liés à l’artisanat traditionnel |             | 2024  | 02096 |                              |        |

### Patrimoine immatériel nécessitant une sauvegarde urgente
La Corée du Nord ne compte aucun élément listé sur la liste du patrimoine immatériel nécessitant une sauvegarde urgente.

### Registre des meilleures pratiques de sauvegarde
La Corée du Nord ne compte aucune pratique listée au registre des meilleures pratiques de sauvegarde.